# جوسلين إدواردز
جوسلين إدواردز لابورييل (بالإسبانية: Joselyne Edwards Laboriel؛ مواليد 29 سبتمبر 1995) هو مُقاتل فنون قتالية مختلطة بنمي.

## وصلات خارجية
- جوسلين إدواردز على موقع يو إف سي (الإنجليزية)
- جوسلين إدواردز على موقع شيردوغ (الإنجليزية)
- جوسلين إدواردز على موقع Tapology.com (الإنجليزية)
- جوسلين إدواردز على موقع فايت ماتريكس (الإنجليزية)
- جوسلين إدواردز على موقع إي إس بي إن (الإنجليزية)
- جوسلين إدواردز على موقع IMDb (الإنجليزية)